# Chaudenay (Górna Marna)
Chaudenay – miejscowość i gmina we Francji, w regionie Grand Est, w departamencie Górna Marna.
Według danych na rok 1990 gminę zamieszkiwało 310 osób, a gęstość zaludnienia wynosiła 67 osób/km².

## Populacja

Populacja Chaudenay w latach 1962–2008